# Fantasma (canción)
«Fantasma» es el primer sencillo solista del cantante Felix «Zion» Ortíz desprendido de su álbum como solista, The Perfect Melody. Publicado y distribuido en 2006 bajo el sello Motown Records en Estados Unidos.
El tema resultó un éxito, subiendo posiciones varias listas de Billboard y es uno de los temas más representativos de Zion como solista. Años después, se publicó una remezcla junto a Lennox, a pesar de no tener el mismo éxito, es una de las piezas fundamentales en los conciertos.

## Antecedentes
Durante 2006, el dúo Zion & Lennox se separaron temporalmente, con el fin de intentar una carrera como solistas. Después de un intento fallido de sacar una compilación con talento joven, Ortíz se mudó a Estados Unidos, de esa manera ampliar sus horizontes. Parte de esas sesiones iniciales resultó en este mejorar este tema, que había resultado de demos anteriores.

## Lados B
Como lado B, se encuentra la colaboración «Dos Jueyes» junto al cantante Domingo Quiñones. Es una canción de Salsa, que previamente apareció en un álbum recopilatorio entre artistas de salsa y de reguetón, llamado Los Cocorocos. Una versión en vivo aparece en la edición del concierto de Zion, Welcome to My World.

## Formatos
12 pulgadas  –  Motown UNIR 21763-1
| Lado A |                           |          |  |
| N.º    | Título                    | Duración |  |
| 1.     | «Fantasma (Main)»         | 3:54     |  |
| 2.     | «Fantasma (Instrumental)» | 3:54     |  |
| 3.     | «Fantasma (A cappella)»   | 3:35     |  |

| Lado B |                                     |          |  |
| N.º    | Título                              | Duración |  |
| 1.     | «Dos Jueyes» (con Domingo Quiñones) | 3:48     |  |

## Créditos y personal
- Felix «Zion» Ortíz Torres – Voz principal, compositor.
- Waldemar Sabat – Ingeniero de sonido, mezcla (temas 1-3).
- José “Junito” de Diego — Producción.
- Domingo Quiñones – Artista invitado (pista 4).
- José Alomar – Compositor (pista 4).

## Posicionamiento en listas
| Listas (2006)                         | Mejor posición |
| ------------------------------------- | -------------- |
| Estados Unidos (Hot Latin Songs)      | 22             |
| Estados Unidos (Latin Rhythm Airplay) | 10             |
| Estados Unidos (Tropical Songs)       | 5              |